# Moara de Pădure
Moara de Pădure románul: Moara de Pădure, falu Romániában, Erdélyben, Kolozs megyében.

## Fekvése
Havasasszonyfalva (Săcel) mellett fekvő település.

## Története
Moara de Pădure korábban Havasasszonyfalva (Săcel) része volt. 1956-ban vált külön 80 lakossal.
1966-ban 92 lakosából 86 román, 6 magyar, 1977-ben 105 lakosa volt, melyből 100 román, 5 magyar volt.
1992-ben 93 lakosából 89 román, 1 magyar és 3 cigány, a 2002-es népszámláláskor 102 lakosából 97 román, 2 magyar, 3 cigány volt.